# Aéroport international d'Oran - Ahmed Ben Bella
L'aéroport international d'Oran - Ahmed-Ben-Bella (code IATA : ORN • code OACI : DAOO), anciennement connu sous le nom d'Aéroport d'Oran - Es Sénia, est un aéroport algérien, situé sur la commune de Es Senia dans la banlieue sud d'Oran. Il est le deuxième aéroport d'Algérie après l'aéroport d'Alger - Houari Boumédiène.

## Histoire
L'aéroport est construit à l'emplacement de l'ancienne base aérienne 141 Oran la Sénia de l'Armée de l'air française[réf. souhaitée].
Le 16 avril 2012, le président de la République algérienne Abdelaziz Bouteflika a annoncé la publication d'un décret renommant l'aéroport d'Oran « Aéroport international d'Oran Ahmed Ben Bella » en hommage au premier président de la République Ahmed Ben Bella décédé le 11 avril 2012.
Le 23 juin 2022, une nouvelle aérogare est inaugurée par le président Abdelmadjid Tebboune. Elle est dotée de 33 guichets d'enregistrement, six passerelles télescopiques et cinq tapis bagages.

## Trafic
| Année     | 2010 | 2011 | 2012 | 2013      | 2014      | 2015      | 2016      | 2017      | 2018      | 2019      |
| --------- | ---- | ---- | ---- | --------- | --------- | --------- | --------- | --------- | --------- | --------- |
| Trafic    |      |      |      | 1 428 100 | 1 780 500 | 1 675 930 | 1 851 910 | 1 938 373 | 2 562 487 | 2 582 659 |
| Évolution |      |      |      | +19,8 %   | +24,7 %   | -5,9 %    | +10,5 %   | +4,5 %    | +32,2 %   | +0,79 %   |

## Compagnies aériennes et destinations

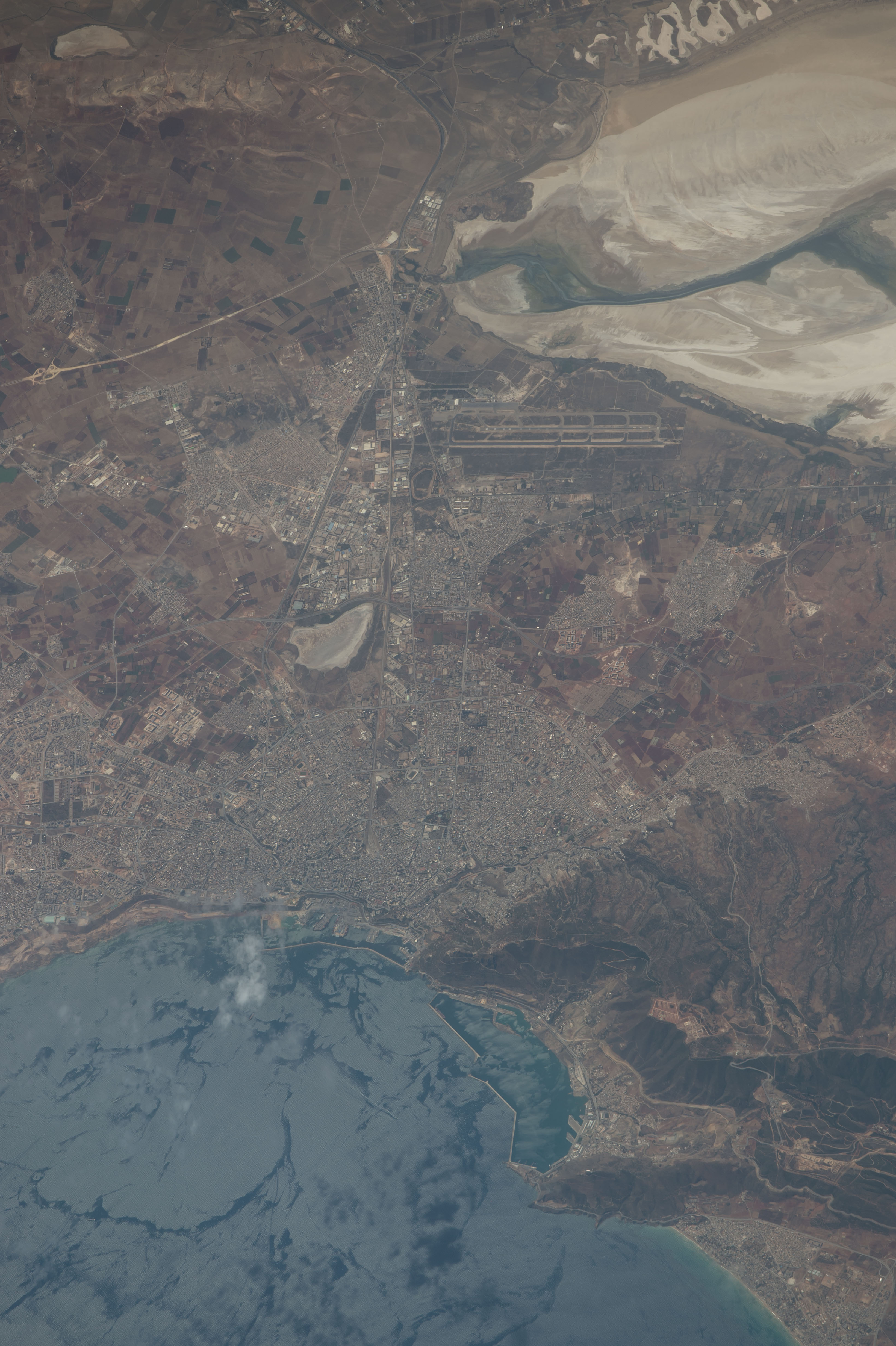
Une photo d'Oran ainsi que de l'aéroport prise depuis la station spatiale internationale.

| Compagnies          | Destinations |
| ------------------- | --- |
| Air Algérie         | - Adrar/Touat, - Alger-Houari-Boumédiène, - Alicante-Elche, - Annaba-Rabah-Bitat, - Barcelone-El Prat, - Béchar (Leger), - Bordeaux-Mérignac, - Constantine-Mohamed-Boudiaf, - El Bayadh, - Ghardaïa - Noumérat - Moufdi Zakaria, - Hassi Messaoud-Oued Irara, - Istanbul-S. Gökçen, - Lille Lesquin, - Lyon-Saint-Exupéry, - Marseille-Provence, - Méchria, - Montpellier-Méditerranée, - Ouargla, - Paris-Charles de Gaulle, - Paris-Orly, - Timimoun, - Tindouf, - Toulouse-Blagnac, - Zarzaïtine - In Amenas En saison : Bruxelles-National, Francfort, Lisbonne-H. Delgado, Metz-Nancy-Lorraine |
| Air France          | Paris-Charles de Gaulle, Toulouse-Blagnac |
| ASL Airlines France | Lille Lesquin, Bâle-Mulhouse En saison : Perpignan |
| Iberia              | Madrid-Barajas |
| Tassili Airlines    | Adrar/Touat, Alger-Houari-Boumédiène, Béchar (Leger), Hassi Messaoud-Oued Irara, Sétif En saison : Strasbourg |
| Transavia France    | Lyon-Saint-Exupéry , Montpellier-Méditerranée , Nantes-Atlantique, Paris-Orly |
| TUIfly Belgium      | Bruxelles-National |
| Tunisair            | Tunis-Carthage |
| Turkish Airlines    | Istanbul |
| Volotea             | Bordeaux-Mérignac, Marseille-Provence |
| Vueling Airlines    | Alicante-Elche, Barcelone-El Prat |

## Géographie

### Situation
L’aéroport d'Oran est un aéroport civil international desservant la ville d'Oran, deuxième ville la plus importante d'Algérie, et sa région (wilayas d'Oran, de Mostaganem, de Mascara, d'Aïn-Témouchent et de Sidi Bel Abbès).
L’aéroport international Ahmed Ben Bella est géré par l'EGSA d'Oran.

## Infrastructures liées

### Pistes
Actuellement, l'aéroport dispose de deux pistes, l'une, d'une longueur de 3 600 m et faite en béton bitumineux, et la seconde, d'une longueur de 3 000 m est revêtue en asphalte.

### Aérogares
L'aéroport d'Oran compte 2 aérogares :
- le terminal 1 qui reçoit les vols internationaux ;
- le terminal 2 qui reçoit les vols intérieurs

#### Terminal 1
Le terminal 1 de l'aéroport d'Oran accueille les vols internationaux. Il a une superficie de 41 000 m2 et une capacité de 3,5 millions de passagers par an dans un premier temps, et à terme, 6 millions de passagers par an. Il possède six passerelles télescopiques.

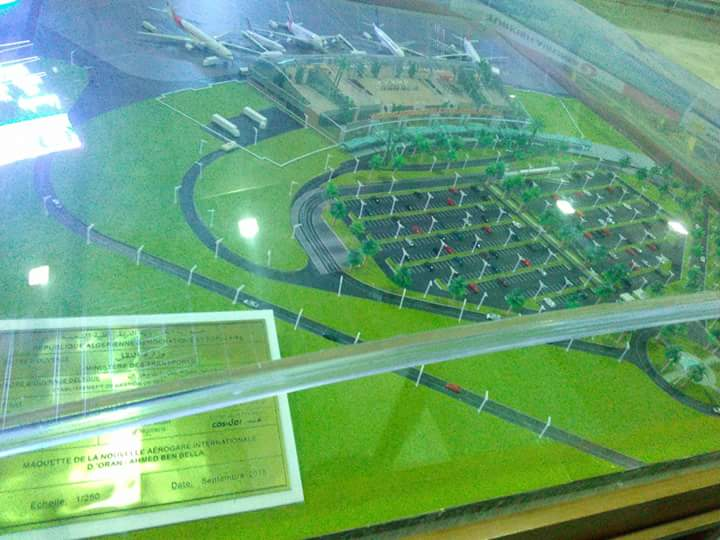
La maquette du terminal 1 de l'aéroport d'Oran

Le terminal 1 est un terminal intelligent et autonome car le toit de ce dernier est alimentée en énergie solaire avec plus de 4000 panneaux photovoltaïques et il est aussi doté d'un système de récupération et de recyclage de l'eau de pluie.
Elle possède également d’un parking à trois étages d’une capacité de 1200 véhicules et d’un parking extérieur d’une même capacité.
Le terminal 1 a été inauguré par Abdelmajid Tebboune le 23 juin 2022.

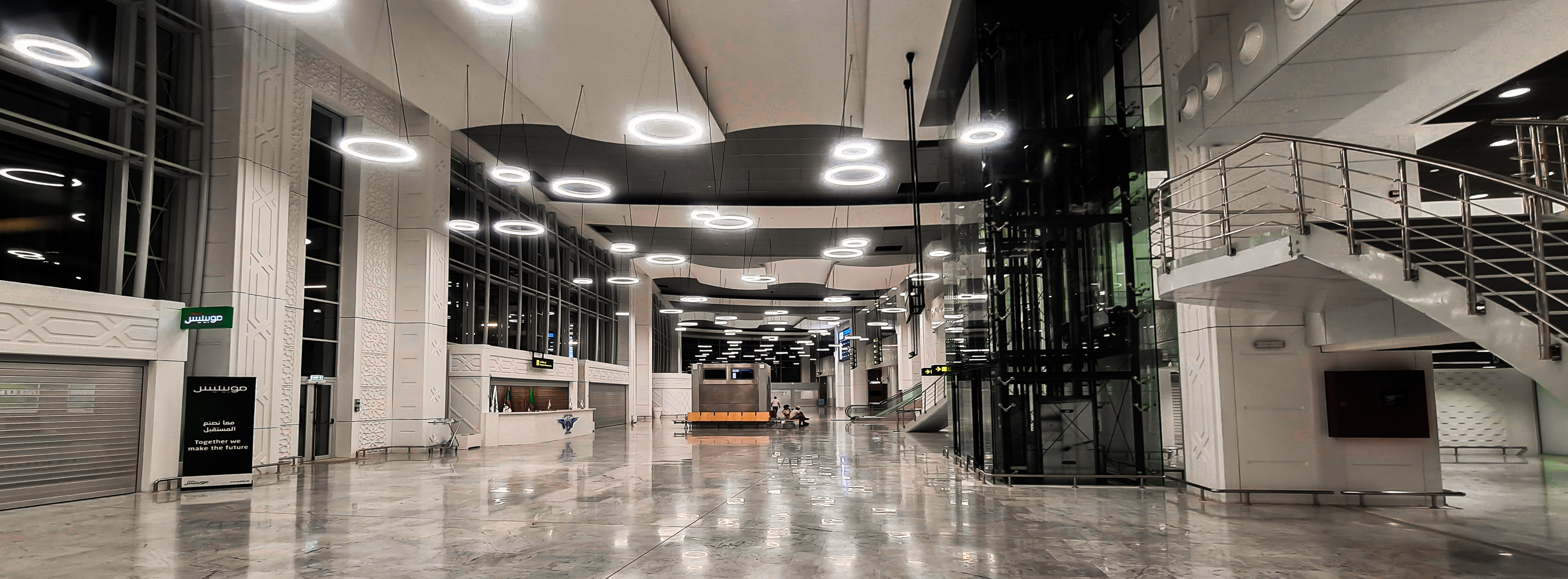
L'intérieur du terminal 1 de l'aéroport d'Oran

#### Terminal 2
Le terminal 2 est l'aérogare recevant les vols intérieurs de l'aéroport d'Oran, ancien terminal international de l'aéroport d'Oran, elle possède une capacité de 900 000 passagers par an.
À partir du 22 janvier 2023, tous les vols nationaux de l'aéroport d'Oran ont été transférés dans l'ancien terminal international, devenu terminal national.
Elle est l'ancienne aérogare principale de l'aéroport d'Oran, cette dernière sera entièrement rénovée et modernisée à l'issue de la mise en service du terminal 2, les travaux commenceront fin 2022,.

#### Ancien terminal 3 (dit le Chapiteau)
Le terminal 3 qu'on appelle également le chapiteau quant à lui était réservé aux vols nationaux, il a été réalisé en 2010 et a une capacité de 250 000 personnes par an,. Il a été définitivement fermé le 22 janvier 2023 après le transfert des vols nationaux au terminal 2.

### Tour de contrôle
La tour de contrôle de l'aéroport d'Oran a été réceptionnée en 2018 en remplacement de l'ancienne tour située juste à côté du terminal 2.

### Autres infrastructures
L'aéroport dispose en outre :
- D'une aire d'atterrissage d'hélicoptères
- D'un pavillon d’honneur, permettant la réception de hautes personnalités et autres responsables politiques lors de leurs déplacements aéroportés
- D'une zone de fret ainsi que deux de 4 000 m2 ainsi que d'une capacité de 15 000 t/an[17]
- D'une zone et de hangars pour la maintenance des avions
- D'une zone d'activités aéroportuaires telles que des bureaux de la base régionale d'Air Algérie

## Accès à l'aéroport
L’aéroport est situé sur la commune d’Es Sénia à 12 km au sud d’Oran à 10 minutes du centre-ville, et à proximité du réseau autoroutier.

### Par la route
L'aéroport est desservi par la RN4, la RN2, le CW35 et l'autoroute A1 - Est-Ouest.

### Par les transports en commun
- Par le tramway : l'aéroport est partiellement relié par le tramway d'Oran car le terminus de ce dernier se trouve à Es sénia station "Sénia Université", une navette de l'aéroport ou les bus de l'ETO Oran relient directement les terminaux de l’aéroport à l’arrêt au terminus du tram, la distance est de 4,5 kilomètres[23]. La navette passe toutes les 30 minutes[22]. Prochainement l'aéroport sera directement relié au centre-ville (Place du 1er novembre) par le tramway grâce à la future extension de la ligne 1 qui reliera le centre d'Oran à l'aéroport qui sera le nouveau terminus[18],[23].
- Par bus : Les bus de l'ETO Oran desservent également l'aéroport[22]. Les bus pour rejoindre l'aéroport circulent de 7 h 30 à 17 h 30. Un trajet en bus dure 10 minutes, le prix d'un ticket est de 40 DZD[23].
- Par taxi : Des services de taxis sont également présents au sein de l'aéroport[23].

## Projets en cours ou à venir
La rénovation et la modernisation du terminal 1 qui reçoit les vols intérieurs depuis le 24 juin 2022,.
Une étude a également été lancée pour la réalisation d’une aérogare supplémentaire pour les jets privés, et autres aéronefs assurant des vols non réguliers (charters).
Il y a également la création d’un centre de formation spécialisé dans le recyclage des personnels chargés de la gestion aéroportuaire, ainsi que la réalisation d’un nouveau salon d’honneur.
L'aéroport d'Oran sera connecté au réseau du tramway d'Oran, l'étude a été finalisée et les travaux seront lancés quand le budget de ce projet sera alloué, il est prévu de construire 2 stations au sein de l'aéroport,.